# Pradolongo (pel·lícula)
Pradolongo és una pel·lícula gallega dirigida per Ignacio Vilar que va ser estrenada en 2008. Rodada íntegrament en gallec, el rodatge es va fer a la comarca de Valdeorras. És protagonitzada per Tamara Canosa, Rubén Riós, Mela Casal i Roberto Puerto.

## Sinopsi

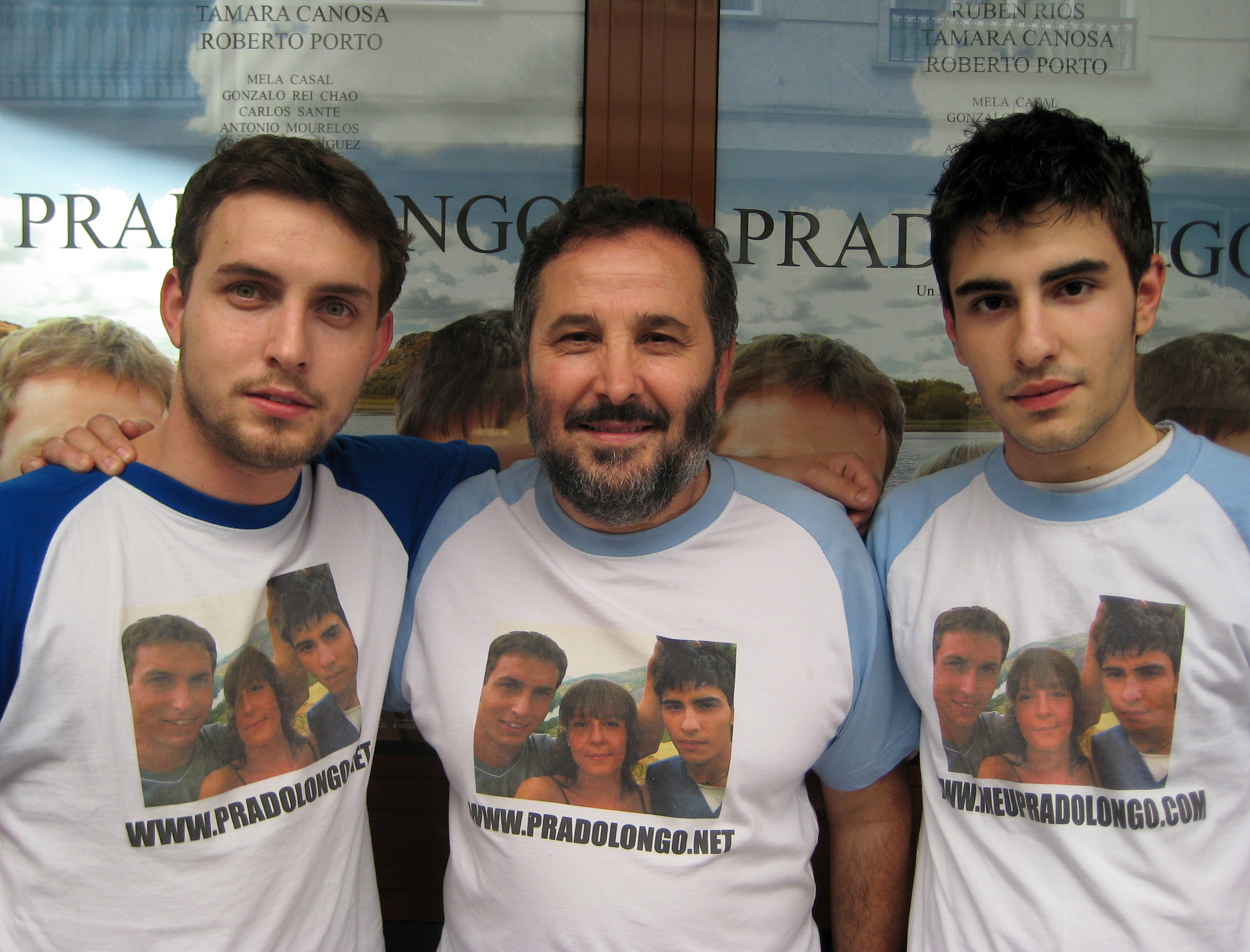
Rubén Riós, Ignacio Vilar i Roberto Porto.

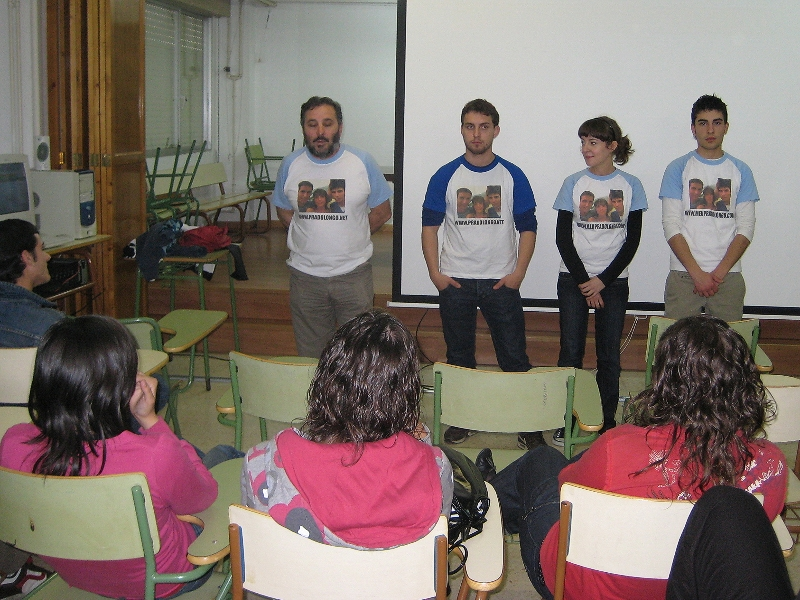
Xerrada sobre Pradolongo, la pel·lícula

Pradolongo és la història de tres amics de la infància que veuen com la seva amistat es deteriora arran de les diferències de classe i dels conflictes amorosos que sorgeixen en les seves vides. Raquel, Martiño i Armant són tres amics que acaben de complir la majoria d'edat. L'estiu es presenta com tots els altres, amb festes, tardes en el riu..., però aquesta vegada res serà igual. L'amor que els dos nois comencen a sentir per Raquel i la possible venda, a la pizarrera del pare d'Armando, de Pradolongo, un prat d'alta muntanya pertanyent a la família de Martiño, els obliga a reconsiderar els somnis i vincles que els han mantingut units des de la infància.

## Personatges[2]
- Rubén Riós com Martiño.
- Tamara Canosa com Raquel.
- Roberto Porto com Armando.
- Mela Casal com Maruxa.
- Gonzalo Rei Chao com Xervasio.
- Carlos Sante com Roi.
- Antonio Mourelos com Lourenzo.
- Cristina Rodríguez com Loli.
- Laura Álvarez com Neves.
- Belén Constela com Lurdes.
- Pepo Suevos com Xosé Manuel.
- Ricardo de Barreiro com Celestino.
- Fernando Dacosta com Pedro.
- Marcos Viéitez com Ramón.
- Antón Olmos com Pepe.
- Paulo Serantes com Alfredo
- Sheyla Fariña com Carolina
- Olaia Salgado com Esmeralda
- Diego Tato com Carballo
- Manolo Cortés com Xosé Luís
- Ferenando Morán com Luís
- Isabel del Toro com Natalia
- Avelino González com Ovidio
- Marián Bañobre com Rosario
- Serxio Losada com Lino
- Laura Fernández com Adela

## Recepció
Pradolongo ses va estrenar als cinemes gallecs el 14 de març de 2008, amb una distribució limitada de 6 còpies en sales comercials, i l'any de l'estrena va tenir 17.879 espectadors i va recaptar € 82.715,80. La seva recaptació total des de la seva estrena ascendeix a €153.487,30. Amb l'acolliment del públic es va convertir en la pel·lícula gallega més vista de tots els temps.
A més, va sortir a la venda amb una edició en DVD i Blu-Ray, sent el primer film gallec comercialitzat en aquest format d'alta definició.
D'altra banda, es va estrenar en la TVG el 31 de març de 2009, sent un dels films amb major audiència de la TVG, amb 190.000 espectadors i un 20,0% d'audiència.
El 17 d'abril de 2010, es va estrenar a les sales Cinemax de Braga, convertint-se en el primer film en gallec estrenat a Portugal.

## Guardons i nominacions
La música de la pel·lícula, obra de Zeltia Montes, va guanyar el premi Jerry Goldsmith a la Millor Música en Llarga Durada en 2008, el 2009 va ser candidata als premis Hollywood Music in Media Awards, en la categoria de millor composició novella. El film va rebre en 2008 l'IV premio ciutat de Sant Sebastià Film Comission, guardó integrat en la secció Made in Spain del Festival de Sant Sebastià.
- Premio Ciutat de Sant Sebastià 2008. Film Commission. 56 Edició del Festival Internacional de Cinema de Sant Sebastià.[9]
- Premi Especial en la XIII Edició del Festival de Cinema Internacional d'Ourense, 2008.[10]
- Premi Jerry Goldsmith Millor Banda Sonora i Millor Composició Novell, Zeltia Montes. IV Congrés Internacional de Música de Cinema Ciutat d'Úbeda 2008.[11]
- Premi “Director’s Choice Gold Medal fuere Excellence. Park City Film Music Festival. Utah. USA. 2009.[12]
- Premi Moondance Atlantis Award a la Banda Sonora, Moondance International Film Festival de Colorado. (USA). 2009.[13]
- Premi “Hollywood Music in Media Awards", Pradolongo nominada en la categoria " Best New Composer". Los Ángeles USA. 2009.[8]

### Premis Mestre Mateo
| Any  | Categoria              | Receptor                | Resultat   |
| ---- | ---------------------- | ----------------------- | ---------- |
| 2008 | Millor pel·lícula      | Ignacio Vilar           | Nominat    |
| 2008 | Millor Director        | Ignacio Vilar           | Nominat    |
| 2008 | Millor actriu          | Tamara Canosa           | Guanyadora |
| 2008 | Millor muntatge        | Guillermo Represa       | Nominat    |
| 2008 | millor música original | Zeltia Montes           | Nominat    |
| 2008 | Millor fotografia      | Alberto Díaz "Bertirxi" | Nominat    |